# Buttercrambe with Bossall
Buttercrambe with Bossall est une paroisse civile du Yorkshire du Nord, en Angleterre.